# András Katona
András Katona (né le 20 février 1938 à Budapest) est un joueur de water-polo hongrois, médaille de bronze olympique en 1960 à Rome.